# GhostNet
GhostNet ist ein elektronischer Spionagevirus, vermutlich aus China eingeschleust, das zum Zeitpunkt der Aufdeckung mindestens 1295 Computer in 103 Ländern infiltriert hatte. Computer von Banken, Botschaften, Außenministerien und anderen Regierungsstellen und mindestens einer der NATO, sowie Computer der tibetischen Exilzentren des Dalai Lama in Indien, Brüssel, London und New York City wurden infiziert.

## Aufdeckung
GhostNet wurde von Forschern des Munk Centre für Internationale Studien der Universität Toronto in Zusammenarbeit mit dem Computer-Labor der Universität Cambridge nach 10-monatiger Untersuchung aufgedeckt, und seine Wirkungsweise wurde von der New York Times am 29. März 2009 beschrieben. Der Ausgangspunkt der Ermittlungen waren Anschuldigungen der tibetischen Exilgemeinde  bezüglich chinesischer  Cyber-Spionage gegen sie; die diesbezüglichen  Nachforschungen ergaben, dass viel mehr Geräte infiziert bzw. gezielt angegriffen worden waren.
Der Computervirus ist imstande, die eingebaute Webcam und die Tonaufzeichnungsfunktionen infizierter Computer zwecks Raumüberwachung in Betrieb zu setzen. Das Virus befähigt zudem einen Angreifer, Malware an bestimmte weitere Empfänger per E-Mail über den infizierten Rechner zu versenden, wodurch das Netz expandiert, indem Computer im Kommunikations-Umkreis des befallenen Rechners infiziert werden können.

## Betroffene
Gehackte Systeme wurden in Botschaften von Deutschland, Indien, Südkorea, Indonesien, Rumänien, Zypern, Malta, Thailand, Taiwan, Portugal und Pakistan sowie in den Außenministerien der Philippinen, des Iran sowie von Bangladesch, Lettland, Indonesien, Brunei, Barbados und Bhutan entdeckt.
Bisher wurde jedoch kein Nachweis gefunden, dass auch Regierungsämter der Vereinigten Staaten oder Großbritanniens infiltriert wurden, wenngleich ein NATO-Computer einen halben Tag lang und die Computer der indischen Botschaft in Washington, D.C. infiltriert worden waren.
Es gibt keine offiziellen Hinweise darauf, dass öffentliche Stellen oder Behörden der Volksrepublik China in dieses Spionage-Netzwerk verstrickt sind bzw. waren. Die chinesische Regierung hat jede Verantwortung von sich gewiesen. Die Ermittler meinen, dass die Spionagetätigkeit entweder eine auf Gewinn ausgerichtete Operation von in China ansässigen Privatleuten sein könnte oder aber von sogenannten „patriotischen Hackern“ herrühre. Es bestehe allerdings sogar die Möglichkeit, dass Nachrichtendienste ganz anderer Länder die Urheber der Attacke sind.

### „Bewährte Methoden“
Für Marc Henauer, der bei der schweizerischen Melde- und Analysestelle Informationssicherung MELANI das operative Lagezentrum leitet, stellt die Entdeckung des GhostNet keine Überraschung dar. Internetspionage aus dem „nordostasiatischen Raum“ sei seit Jahren ein Problem. Auch wenn bei dieser jüngsten Attacke technisch keine grundlegend neuen Verfahren zum Einsatz gekommen seien, müsse man wachsam bleiben, wird er in einem Zeitungsbericht zitiert.

## Gh0stRat
Gh0stRat bzw. GhostRat ist ein Trojaner für Windows, den chinesische GhostNet-Betreiber dazu verwandten, sich in einige der sensibelsten Computernetze der Welt zu hacken. Es handelt sich um ein Cyberspionage-Programm. Die Bezeichnung „Rat“ ist eine Abkürzung für den englischen Begriff Remote Administration Tool, welcher häufig mit trojanischen Pferden in Verbindung gebracht wird.
GhostNet versucht, ausgewählten Empfängern über infizierte Rechner eine Malware mittels Dateianhang unterzuschieben, um so weitere Rechner zu infizieren. Derart infizierte Rechner laden sich laut Infowar Monitor (IWM), den Trojaner Gh0stRat herunter, der den Angreifern eine umfassende Echtzeitkontrolle des Rechners erlaubt. Derartige Rechner können durch ihre Hacker gesteuert und beobachtet werden, bis hin zur Möglichkeit, angeschlossene Kameras und Mikrophone einzuschalten und so im Fokus des befallenen Gerätes auch den Standort auszuspionieren.

## Zitate
„Ghostnet klingt wie etwas, was John le Carré erdichten würde.“

### Gh0stRat
- Information Warfare Monitor - Tracking Cyberpower (University of Toronto, Canada/Munk Centre)
- Twitter: InfowarMonitor